# Saint-Sixte (Québec)
Pour les articles homonymes, voir Saint-Sixte.
Saint-Sixte est une municipalité du Québec (Canada), située dans la municipalité régionale de comté (MRC) de Papineau dans la région administrative de l'Outaouais. Ses habitants sont les Saint-Sextois.

## Toponymie
Son nom fait référence à saint Sixte.

## Histoire

### Chronologie
- 1893 : La municipalité canton de Lochaber-Partie-Nord se détache de la municipalité de canton de Lochaber.
- 1979 : Lochaber-Partie-Nord change son nom pour municipalité de Saint-Sixte
- 1983 Notre-Dame-de-la-Paix est incluse dans la municipalité régionale de comté de Papineau qui remplace le comté de Papineau.

## Géographie
La rivière Saint-Sixte traverse l'est de la municipalité du nord-est vers le sud-est.

## Démographie
| 1996 | 2001 | 2006 | 2011 | 2016 | 2021 |
| ---- | ---- | ---- | ---- | ---- | ---- |
| 456  | 439  | 466  | 460  | 469  | 490  |

## Administration
Les élections municipales se font en bloc pour le maire et les six conseillers.
| Saint-Sixte Maires depuis 2001                                                                                       |                               |         |          |
| Élection | Maire                         | Qualité | Résultat |
| 2001 | Vincent Leduc                 |         | Voir     |
| 2005 | Vincent Leduc                 | Voir    |          |
| 2009 | André Bélisle                 |         | Voir     |
| 2013 | André Bélisle                 | Voir    |          |
| 2017 | André Bélisle                 | Voir    |          |
| 2021 | Matthew MacDonald-Charbonneau |         | Voir     |
| Élection partielle en italique Depuis 2005, les élections sont simultanées dans toutes les municipalités québécoises |                               |         |          |